# Tansu Çiller
Tansu Çiller (ur. 24 maja 1946 w Stambule) – turecka ekonomistka, polityk i nauczycielka akademicka, posłanka do Wielkiego Zgromadzenia Narodowego Turcji, minister, w latach 1993–1996 premier Turcji.

## Życiorys
Córka wysokiego urzędnika państwowego Hüseyina Necatiego Çillera. Ukończyła prywatną szkołę średnią w rodzinnej miejscowości, a następnie ekonomię na Uniwersytecie Boğaziçi. Kształciła się następnie w Stanach Zjednoczonych, uzyskała magisterium na University of New Hampshire i doktorat na University of Connecticut. Pracowała na Uniwersytecie Yale, a po powrocie do Turcji została nauczycielką akademicką na Uniwersytecie Boğaziçi. W 1978 i 1983 obejmowała kolejne stanowiska profesorskie.
W 1990 dołączyła do Partii Słusznej Drogi (DYP). W 1991 po raz pierwszy uzyskała mandat deputowanej. Dwukrotnie (1995 i 1999) z powodzeniem ubiegała się o reelekcję, zasiadając w Wielkim Zgromadzeniu Narodowym Turcji do 2002. Również w 1991 objęła urząd ministra stanu do spraw gospodarki w rządzie Süleymana Demirela, który sprawowała do 1993. W tymże roku stanęła na czele Partii Słusznej Drogi. Po wyborach z 1995 jej ugrupowanie, celem zablokowania przejęcia władzy przez islamistyczną formację Necmettina Erbakana, zawarło porozumienie z Partią Ojczyźnianą Mesuta Yılmaza, który stanął na czele nowego rządu. Tansu Çiller nie objęła w nim żadnych stanowisk, sama koalicja wkrótce się rozpadła. Od czerwca 1996 do czerwca 1997 była wicepremierem oraz ministrem spraw zagranicznych w gabinecie Necmettina Erbakana, który upadł po zagrożeniu puczem wojskowym. Liderka DYP była krytykowana za porozumienie z islamistami, które doprowadziło również do odejścia z partii grupy deputowanych.
W 2002 jej partia nie przekroczyła wyborczego progu, była premier ustąpiła z funkcji jej przewodniczącej i wycofała się z działalności politycznej.

## Życie prywatne
Zawarła związek małżeński z Özerem Uçuranem; matka dwójki dzieci.